# Seyed Mehdi Miraboutalebi
Seyed Mahdi Mir Aboutalebi, né le 3 avril 1952, est un homme politique iranien. De 2008 à 2012, il est ambassadeur d'Iran en France. Il est remplacé par Ali Ahani, qui fut nommé ambassadeur d'Iran à Paris pour la troisième fois de sa carrière.

## Biographie
Seyed Mahdi Mir Aboutalebi est né le 3 avril 1952. Après des études aux États-Unis, il a occupé les fonctions de chargé d'affaires auprès de l'ambassade d'Iran en France de 1994 à 1995 avant d'être nommé ambassadeur de la république islamique d'Iran au Turkménistan de 1995 à 2000. De 2001 à 2008, il était chargé des coordinations économiques au ministère iranien des Affaires étrangères. De 2008 à 2012, il occupe les fonctions d'ambassadeur extraordinaire et plénipotentiaire de la république islamique d'Iran en France.
Le 13 avril 2010, Miraboutalebi rencontre à Paris de nombreux membres de l'extrême-droite radicale française,.